# Quicksand (band)
Quicksand är ett amerikanskt post-hardcore-band från New York, grundat 1990. Deras självbetitlade debut-EP släpptes samma år och följdes av två album på stora skivbolag, Slip (1993) och Manic Compression (1995). Quicksands sound har jämförts med post-hardcore-banden Fugazi och Helmet. Bandet genomförde omfattande turnéer i anslutning till sina album men den kommersiella framgången som deras skivbolag förväntade sig uteblev. Som en följd av detta tillsammans med inre stress ledde till att de splittrades, först 1995, och igen 1999 efter en misslyckad återförening på ett och ett halvt år. I juni 2012 återförenades Quicksand vilket var tänkt som en engångsgrej men har sedan dess fortsatt spela live och släppa skivor. Bandets tredje album, Interiors, släpptes den 10 november 2017, och följdes upp fyra år senare med deras senaste album Distant Populations (2021).  

## Historia

### Bandet bildas
De musiker som bildade Quicksand hade sina rötter i New Yorks hardcore-scen. Sångaren och gitarristen Walter Schreifels, som tidigare varit den främsta kreativa kraften bakom Gorilla Biscuits och även basist för Youth of Today, hade en kort tid haft bandet Moondog. Gitarristen Tom Capone kom från Long Island's Beyond och hade före det spelat med Bold och skrivit deras album Looking Back. Trummisen Alan Cage hade varit med i det experimentella hardcore-bandet Burn och spelat med Capone i Beyond. Basisten Sergio Vega kom från det kortlivade Collapse och en senare inkarnation av Absolution.  

### De första skivorna och första splittringen (1990-1995)
Quicksand släppte den 4-låtars EP:n Quicksand genom Revelation Records redan sex veckor efter att de bildats. De spelade på mindre klubbar och turnerade i Nordamerika och Europa med Helmet, Fugazi, Rage Against the Machine, Anthrax och White Zombie. De fick skivkontrakt med Polydor 1992, och var därmed det första post-hardcoreband som skrev kontrakt med ett storbolag. Det första fullängdsalbumet, Slip, släpptes den 9 februari 1993, med "Dine Alone" som första singel. Albumet innehöll också två spår som återinspelades från "Quicksand" EP ("Omission" och "Unfulfilled"). Året därpå turnerade bandet i USA med Offspring, och genomförde 250 spelningar. Den 28 februari 1995 släppte de sitt andra album Manic Compression på Island Records och senare samma år turnerade de återigen med Offspring i Europa. Manic Compression nådde nr. 135 på Billboard 200 och nr. 9 på Heatseakers Chart. De fick därefter en inbjudan till den första Vans Warpedturnén (Warped Tour). Trots dessa framgångar ledde interna konflikter och det konstanta turnerandet till att bandet valde att splittras den 12 oktober 1995, efter en konsert i Hollywood.  

### Återförening och oavslutat album (1997–1999)
Efter splittringen startade Walter Schreifels sitt World's Fastest Car-projekt och producerade skivor för hardcore-punkbandet CIV. Tom Capone gick med i den tidigare Helmet-gitarristen Pete Mengedes supergrupp Handsome, vilka släppte ett självbetitlat album 1997. Sergio Vega började sitt eget soloprojekt med titeln Fully och arbetade som DJ i New York. Alan Cage gick med i det alternativa rockbandet Seaweed, som också hade varit med på Warpedturnén.
I mitten av 1997 började rykten florera om att Quicksand skulle återförenas vilket visade sig stämma. Den 6 februari 1998 spelade de i Osaka, Japan och i augusti 1998 gick de in i Carriage House Studios i Stamford, Connecticut med producenten Steven Haigler för att börja spela in nytt material. Det första nordamerikanska framträdandet på tre år ägde rum den 26 september 1998 i Boulder, Colorado. De turnerade sedan med Deftones och Snapcase. Quicksand återvände sedan till studion för att fortsätta arbeta på det nya albumet men det slutfördes aldrig och bandet splittrades för andra gången. Inspelningarna släpptes aldrig officiellt men har cirkulerat på internet tillsammans med demoinspelningar från Manic Compression-sessionerna. 

### Den andra återföreningen (2012-)
Den 10 juni 2012 var Quicksand "särskilda gäst" vid Revelation Records 25-årsjubileumsshower i The Glass House i Pomona, Kalifornien. Ytterligare spelningar genomfördes under resten av året och i januari 2013 genomförde de en turné i Nordamerika.
Den 22 augusti 2017 streamade bandet sin första singel på 22 år "Illuminant". Gitarristen Tom Capone arresterades för snatteri på den lokala CVS-apoteket den 12 september under en pågående turné. Bandet släppte ett uttalande strax efter att Tom var "på väg hem för att bli bättre", och fullföljde turnén utan en ersättare. Albumet Interiors släpptes den 10 november 2017 på Epitaph Records. En EP, Triptych Continuum, släpptes utan Capones medverkan den 21 april 2018, genom Epitaph.
I april 2021 släppte de låten "Inversion" och i juni släpptes ytterliage en låt "Missile Command". Hela albumet Distant Populations släpptes den 13 augusti. En video med låten "Colossus" kom samma månad med Stephen Brodsky på gitarr och bakgrundssång. Brodsky följde därefter med Quicksand på deras turné.